# Lycoming O-145
Der Lycoming O-145 ist ein Vierzylinder-Boxermotor des US-amerikanischen Herstellers Lycoming, der zum Antrieb zahlreicher Leichtflugzeuge in den 1940er und 1950er Jahren eingesetzt wurde.

## Geschichte
Harold Morehouse entwarf 1938 mit dem O-145 eine neue Baureihe von Vierzylinder-Leichtflugzeugmotoren für Lycoming. Das linke und rechte Zylinderpaar wurde jeweils in einem Stück mit der Hälfte des Kurbelgehäuses gegossen. Die ebenfalls gegossenen Aluminium-Zylinderköpfe werden damit durch Bolzen verbunden. Gegenüberliegende Zylinder sind versetzt angeordnet, sodass die Kurbelwelle vier Kurbelzapfen hatte.
Zu Beginn der Entwicklung lag die Motorleistung bei 50 PS (37 kW) und einer Masse von 69 kg. Beim Fertigungsende 1950 wurden 75 PS (55 kW) sowohl in der Direktantriebsversion als auch bei der Variante mit Propellergetriebe erreicht. Hergestellt wurden die drei Varianten A, B und C.

## Technische Daten
| Kenngröße                    | O-145-A                      | O-145-B                      | O-145-C                      |
| ---------------------------- | ---------------------------- | ---------------------------- | ---------------------------- |
| Hub                          | 89 mm                        | 89 mm                        | 89 mm                        |
| Bohrung                      | 92 mm                        | 92 mm                        | 92 mm                        |
| Hubraum                      | 2,37 l (145 in³)             | 2,37 l (145 in³)             | 2,37 l (145 in³)             |
| Verdichtung                  | 6,5:1                        | 6,5:1                        | 6,5:1                        |
| Dauerleistung                | 55 PS (40 kW) bei 2300 min−1 | 65 PS (48 kW) bei 2550 min−1 | 75 PS (55 kW) bei 3100 min−1 |
| Breite ü. a.                 | 750 mm                       | 750 mm                       | 750 mm                       |
| Länge ü. a.                  | 625 mm bis 780 mm (GO-145-C) | 625 mm bis 780 mm (GO-145-C) | 625 mm bis 780 mm (GO-145-C) |
| Untersetzung Motor-Propeller | direkt, 17:27 (GO-145-C)     | direkt, 17:27 (GO-145-C)     | direkt, 17:27 (GO-145-C)     |
| Masse (trocken)              | 74 kg bis 106 kg (GO-145-C)  | 74 kg bis 106 kg (GO-145-C)  | 74 kg bis 106 kg (GO-145-C)  |
| Oktanzahl                    | 73                           | 73                           | 73                           |